# 博多松囃子

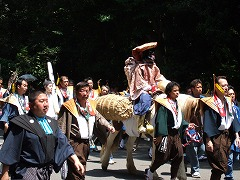
松囃子の大黒天（2005年）

博多松囃子（はかたまつばやし）は、福岡市で5月3日と5月4日に開催される祭である。松囃子の1つであり、福神・恵比須・大黒の三福神ならびに稚児が、福岡や博多のほうぼうを訪問して祝賀する祭。同日に行われる博多どんたくの起源であり中核と言えるが、現在では博多どんたくのイベントの1つに包摂されている。博多松ばやしの名称で記録作成等の措置を講ずべき無形の民俗文化財（選択無形民俗文化財）に選択されている。2020年には国の重要無形民俗文化財に指定された。

## 概要
博多どんたくの参加者である「どんたく隊」は市内各地の演舞台でパフォーマンスを繰り広げる。それに対して博多松囃子の一行は演舞台での式典よりもむしろ、福岡県庁舎や福岡市庁舎、警察署、県知事公舎、官公庁、ホテルなどの企業、商家、ならびに市内の神社仏閣など数多くの場所を祝い巡ることが主要な目的である。
三福神はそれぞれ面や衣装を着けた姿で馬に乗り、随伴の子供たちが「言い立て」（祝言）を歌う。稚児は天冠に舞衣姿の少女が太鼓・鉦・笛・地謡いに合わせて舞いを披露する。祝われた側は返礼に杉原紙の1束（10帖）と扇1本を組み合わせた「一束一本」を三方に乗せて贈るとともに、祝儀や酒、紅白蒲鉾、乾物などでもてなす。

## 歴史
貝原益軒の『筑前国続風土記』において古老の伝えとして、博多松囃子は1179年（治承3年）に病没した平重盛の恩恵を謝すために始まったとされている。また元日節会を博多の人々が発展させたものとも、室町時代の松囃子の習慣が博多に伝播したものとも考えられている。
博多の豪商神屋宗湛の『宗湛日記』には、1595年（文禄4年）10月29日に筑前領主小早川秀秋の居城であった名島城（現在の東区名島）へ博多の人々が松囃子を仕立てて年賀の祝いを行ったと記されている。
1599年（慶長4年）、小早川秀秋が肥後の加藤清正に年賀の使者を遣わしたとき、使者が鉢合わせした松囃子一行と口論となり、松囃子の者が侍の一人を馬上から引きずりおろして撲殺する事件が発生。これにより松囃子は中止される。
筑前福岡藩第2代藩主・黒田忠之の命により、中止されていた博多松囃子は1642年（寛永19年）に再興され、それより博多松囃子は福岡城へ福岡藩の藩主を表敬するため正月15日に赴く年賀行事として行われた。松囃子一行は福岡城を表敬したのち博多に戻って神社仏閣や年行司宅や年寄（町内有力者）宅を祝った。また松囃子一行に後続した趣向を凝らした出で立ちや出し物は「通りもん」と呼ばれ、これが現在の博多どんたくに繋がる。
明治維新後、1872年（明治5年）までは福岡知藩事黒田長知や有栖川宮熾仁親王に年始の表敬を行っていた。しかし「金銭を浪費し、かつ文明開化にそぐわない」という理由で同年11月に福岡県からの通達により山笠や盆踊りとともに正月の松囃子は禁止されたが、同通達には天長節などを祝うようにとあり、1878年（明治11年）に三福神が紀元節の祝いに繰り出し、翌1879年（明治12年）には三福神、稚児、そして福博各町の通りもんが紀元節を祝したことが資料に残っている。明治30年代からは鎮魂祭（招魂祭）に繰り出し、そのほか1906年（明治39年）3月9日に東公園で催された軍人歓迎招待会や、1915年（大正4年）11月10日の大正天皇即位大典ならびに1928年（昭和3年）11月6日の昭和天皇即位大典といった国の祝事にちなんで参加した。

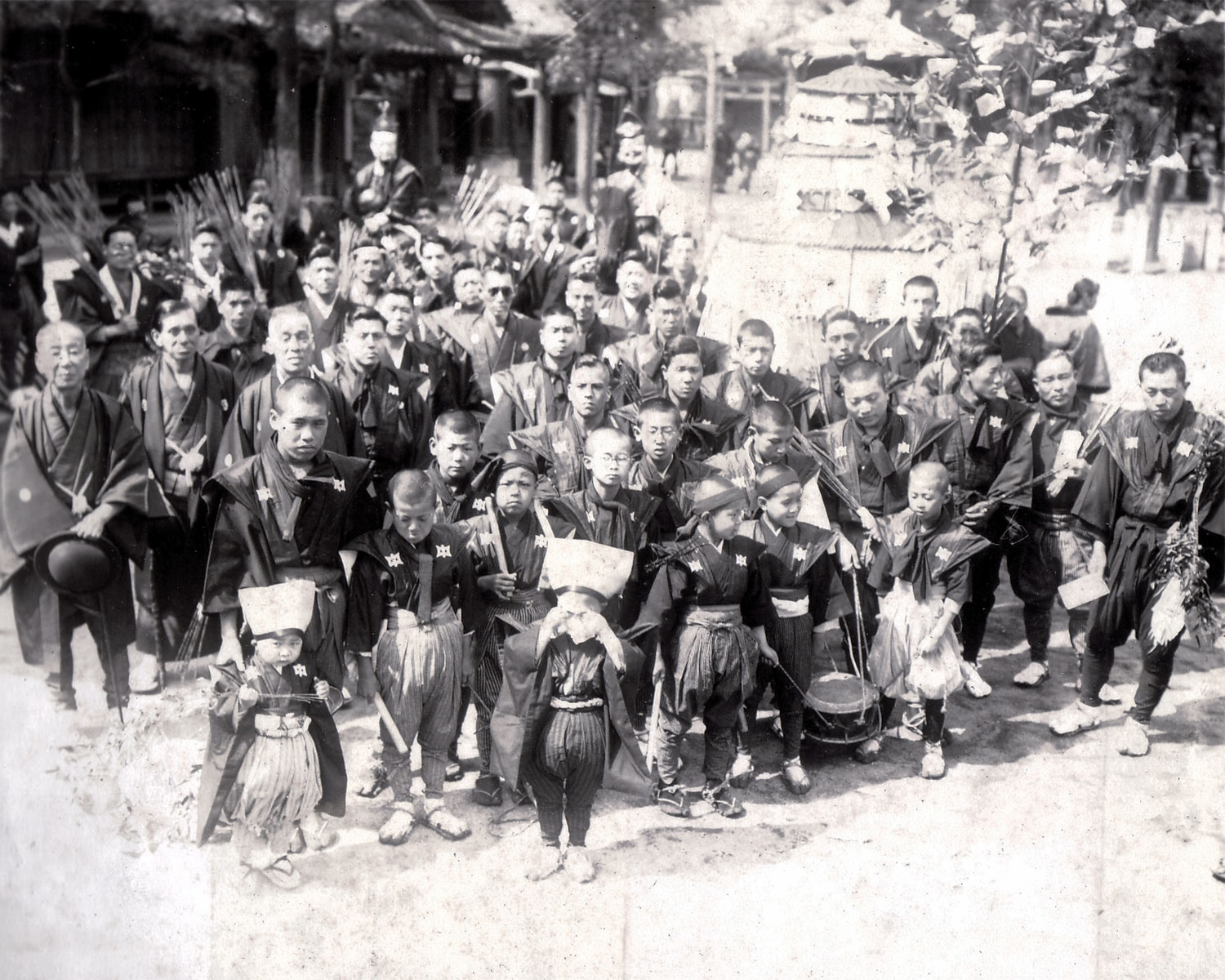
戦前の松囃子参加者と傘鉾

昭和になり戦時色強まる中、1938年（昭和13年）をもって松囃子は又しても中止となる。太平洋戦争終結後、1946年（昭和21年）5月に「博多復興祭」として空襲被災後の瓦礫の中、子供山笠とともに松囃子とどんたくが行われた。翌1947年（昭和22年）には5月24日・25日に開催。1949年（昭和24年）からは前年に制定された憲法記念日に合わせて5月3日と翌4日を開催日とした。博多どんたくはさらに翌日の5日のこどもの日にも行ったりしたが、博多松囃子は5日に参加することはなかった。
博多どんたくがパレード主体となる中、博多松囃子の伝統を保持する目的で「博多松ばやし会」が1953年（昭和28年）1月に結成。同年5月には名称を「博多松ばやし保存会」とする。翌1954年（昭和29年）には福岡県無形文化財に指定され、また1969年（昭和44年）には福岡県民俗資料に指定される。そして1976年（昭和51年）には「博多松ばやし」の名称で国の選択無形民俗文化財に選択された。現在は「博多松囃子振興会」が組織され活動している。

## 松囃子の構成

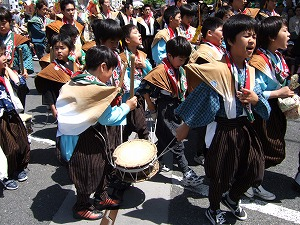
太鼓を鳴らしながら言い立てを謡う（大黒）

博多松囃子は福神、恵比須、大黒、稚児の4つのグループから構成されており、それぞれ豊臣秀吉の博多復興（太閤町割り）以来の博多の自治組織である流（ながれ）によって当番が務められている。福神は福神流が、恵比須は恵比須流が、大黒は大黒流が、そして稚児は稚児東流と稚児西流が受け持つ。

### 福神
福神（福禄寿）の装束は、張り貫きの長い頭、福神の面、茶色の打掛、水色の袴。手に唐団扇を持って馬に跨る。太鼓を叩いて福神の「言い立て」を歌いながら子供たちが先を歩き、肩衣・裁着（たっつけ）袴・白足袋に下駄の男性の一団が随行し、三本の傘鉾を持つ。

### 恵比須
男女二体の夫婦恵比須からなり、共に馬上。男恵比須の装束は、烏帽子、面、左脇に大鯛を抱え、右手に鯛が付いた竿を持ち、緞子の服、紫の袴。女恵比須の装束は、天冠、面、袖無羽織、檜扇を手に持ち、金の珠を抱え、緋の袴。太鼓を叩いて恵比須の「言い立て」を歌いながら子供たちが先を歩き、肩衣・裁着（たっつけ）袴・白足袋に下駄の男性の一団が随行し、三本の傘鉾を持つ。

### 大黒
大黒の装束は、黄絹の頭巾、漆黒の面、緞子の服、「大」の柄付きの紺色の袴、金襴の沙金袋を背負い、手には小槌。騎乗する馬には米俵が2つ付けられる。太鼓を叩いて大黒の「言い立て」を歌いながら子供たちが先を歩き、肩衣・裁着（たっつけ）袴・白足袋に下駄の男性の一団が随行し、三本の傘鉾を持つ。

### 稚児
稚児は天冠、舞衣、中啓の扇、緋袴の姿の少女たちで、これに烏帽子、直垂、太刀を挿した少年たちが伴って舞のときには笛や鼓の四拍子を奏でる。随伴する男性らは肩衣・かるさん・白足袋に下駄で、「兒」の字を描いた黄色の頭巾を被り、地謡いを歌う。稚児流は三福神とは別行程で福岡博多を巡る。また東流と西流が2年ごとに交代で稚児流を当番する。

## 傘鉾
傘鉾は、神の依代となる「だし」を頂に、傘には6枚の「垂れ」を下げる。 「垂れ」には羽二重を用い、水墨画等が揮毫される。 近年は「流」で1本、当番町で1本、博多松囃子振興会が製作した古式傘鉾1本の合計3本の傘鉾を奉納している。傘鉾をくぐると病気にかからないと言われている。

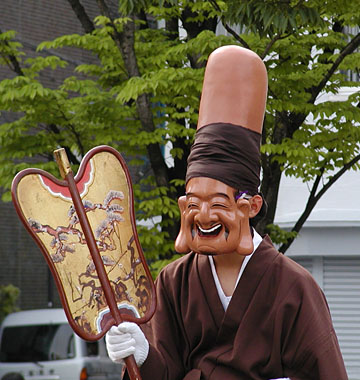
福神
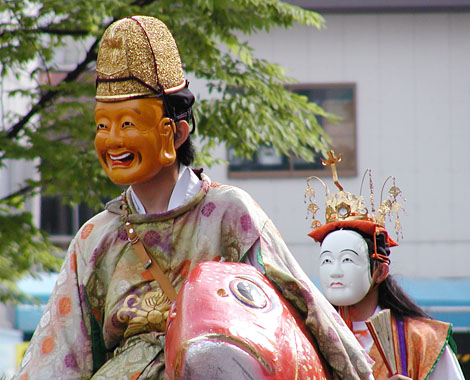
夫婦恵比須
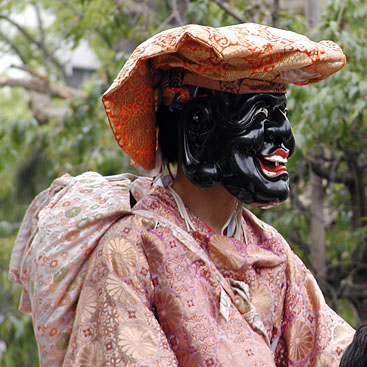
大黒天
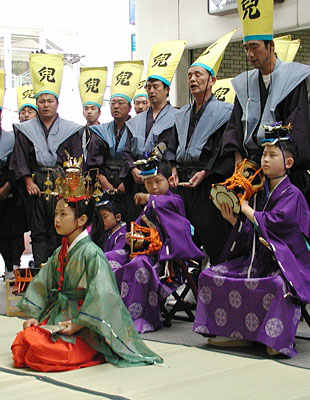
稚児舞
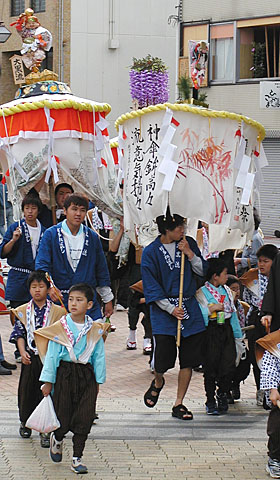
傘鉾